# Anton Praetorius

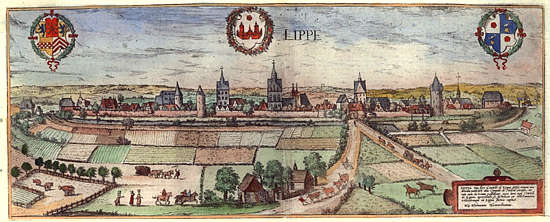
Lippstadt

Anton Praetorius (Lippstadt, 1560 – Laudenbach an der Bergstraße, 1613. december 6.) német lelkész, protestáns református teológus, író, aki harcolt a boszorkányüldözés és a kínzások ellen.

## Élete
Praetorius a vesztfáliai Kamen nevű helység latin nyelvű iskolájának volt az igazgatója. Felesége, Maria, 1586-ban itt hozta világra Johannes nevű fiúgyermeküket. Anton Praetorius lett Dittelsheim első református lelkipásztora, ahol 1595-ben megfogalmazta a „Heidelbergi kastély első óriás hordójá“ról készült legrégebbi latin nyelvű leírást. 1596-ban hercegi udvari prédikátor lett a Frankfurt/Main melletti Birsteinben. 1597-ben a hercegtől egy boszorkányperben ítélőszéki tagsági kinevezést kapott. Praetorius tiltakozott a megvádolt asszonyok kínzása ellen. Tiltakozásával sikerült elérnie, hogy a pert leállították és az asszonyokat szabadon engedték. A mai napig ez az egyetlen olyan ismert eset, amelyben egy egyházi személyiség boszorkányper során az embertelen kínzások megszüntetését követelte – és ezt el is érte.

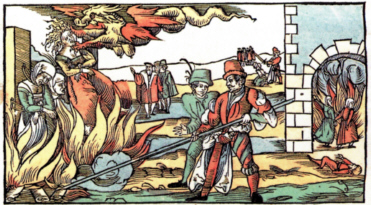
Boszorkányégetés

Praetorius elvesztette udvari prédikátori hivatalát és 1598-ban Laudenbach an der Bergstraße nevű helységben lett lelkipásztor. Fia, Johannes Scultetus, nevét álnévként használva jelentette meg 1598-ban a boszorkányőrület és a kínzások ellen írott könyvét „Gründlicher Bericht von Zauberey und Zauberern“ (Részletes tanulmány varázslatokról és varázslókról) címmel. 1602-ben a „Gründlicher Bericht“ (Részletes tanulmány) második kiadásakor vette a bátorságot, hogy a művet saját nevén jelentesse meg. Az 1613-ban megjelent harmadik kiadáshoz személyesen írt előszót. 1629-ben mások jelentették meg a negyedik kiadást „Bericht über Zauberey und Zauberer“ (Tanulmány varázslatokról és varázslókról).

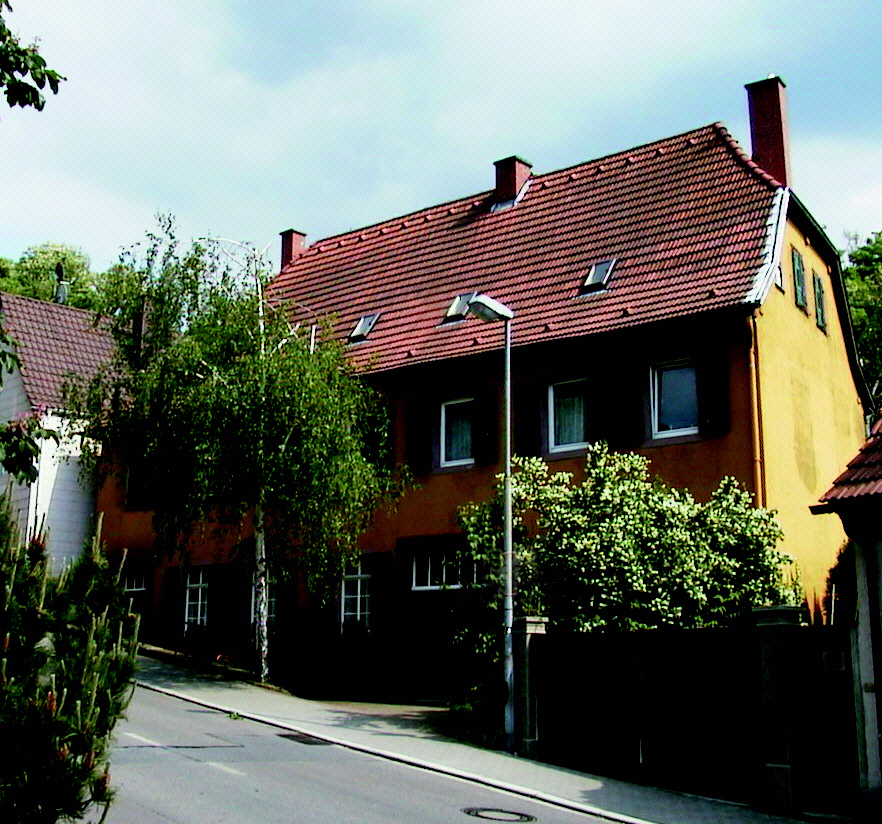
Laudenbach A lelkipásztor háza

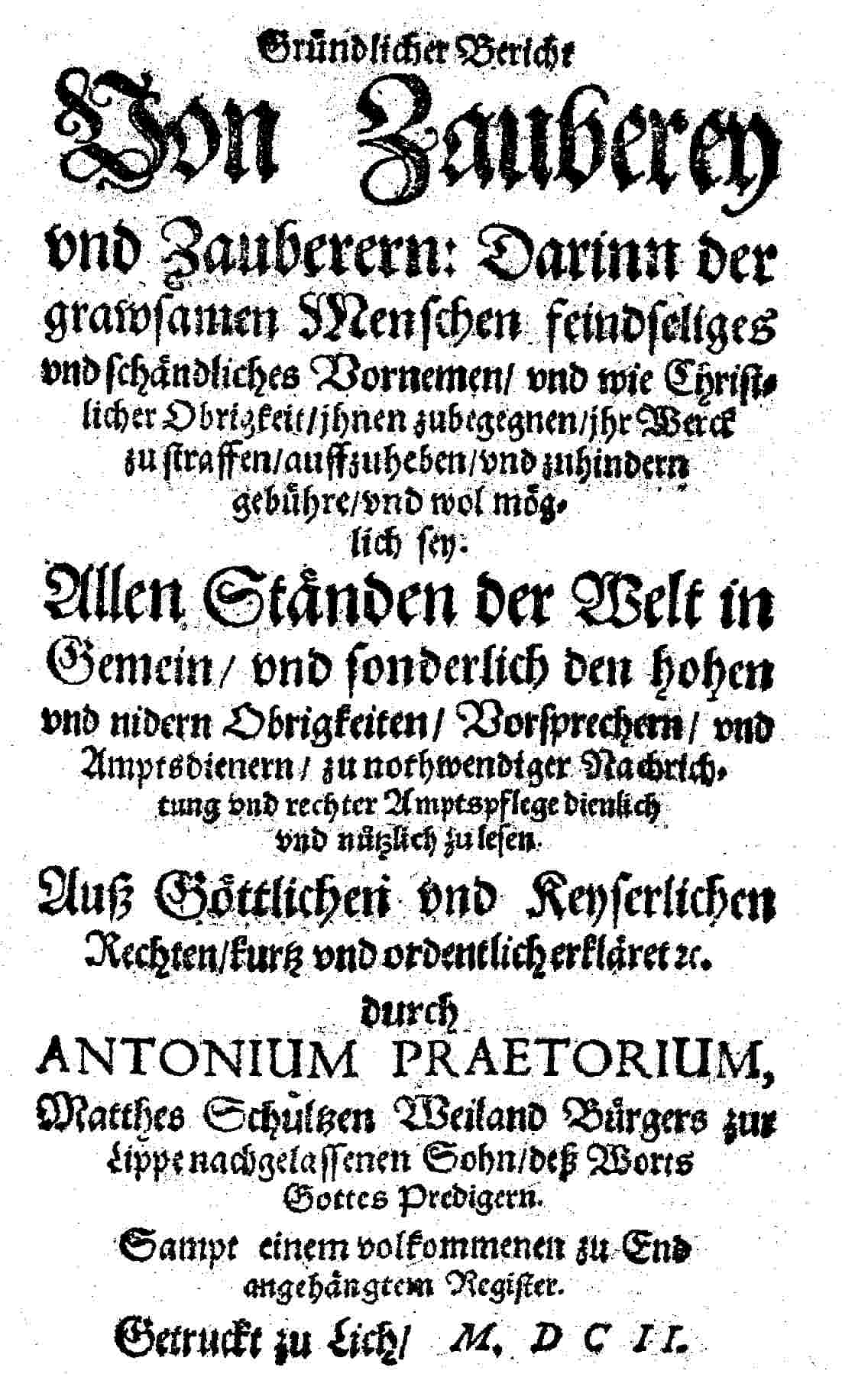
Praetorii Az 1602-ben megjelent tanulmány címoldala

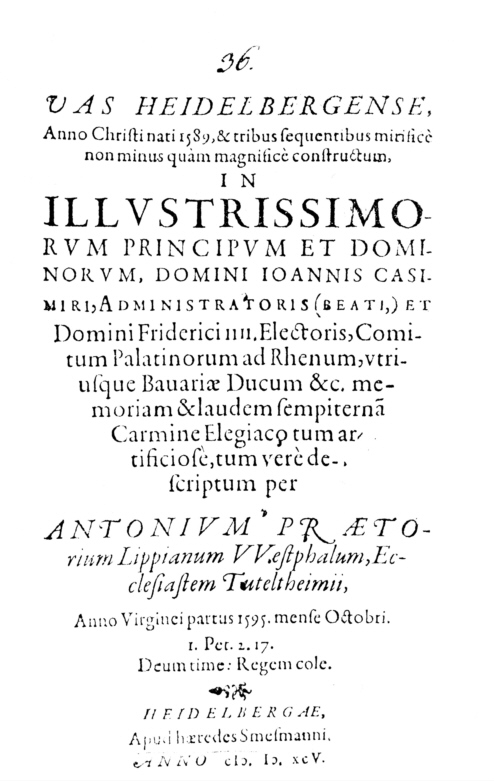
A heidelbergi kastély óriás hordója

## Művei
- Vas Heidelbergense, Heidelberg, (A heidelbergi kastély óriás hordójáról) 1595. október

Gründlicher Bericht von Zauberey und Zauberern. Írta: Joannes Scultetus, Kamen/Westfalen [Johannes Scultetus volt Anton Praetorius álneve], 1598 (a boszorkányüldözés és a kínzások ellen írt könyv)
- Gründlicher Bericht von Zauberey und Zauberern: kurtz und ordentlich erkläret durch Antonium Praetorium 1602. Új kiadások: 1613 és 1629
- De Sacrosanctis Sacramentis novi foederis Jesu Christi 1602 (A szentségek tudománya)